# Punta Rognosa di Sestriere
La punta Rognosa di Sestriere (3.280 m s.l.m.) è una montagna delle Alpi Cozie.

## Descrizione
La montagna si trova a sud-est dell'abitato di Sestriere lungo lo spartiacque tra la val Chisone (nella sua valle laterale val Troncea) e la val di Susa (nella sua valle laterale Valle Argentera).

## Ascensione alla vetta

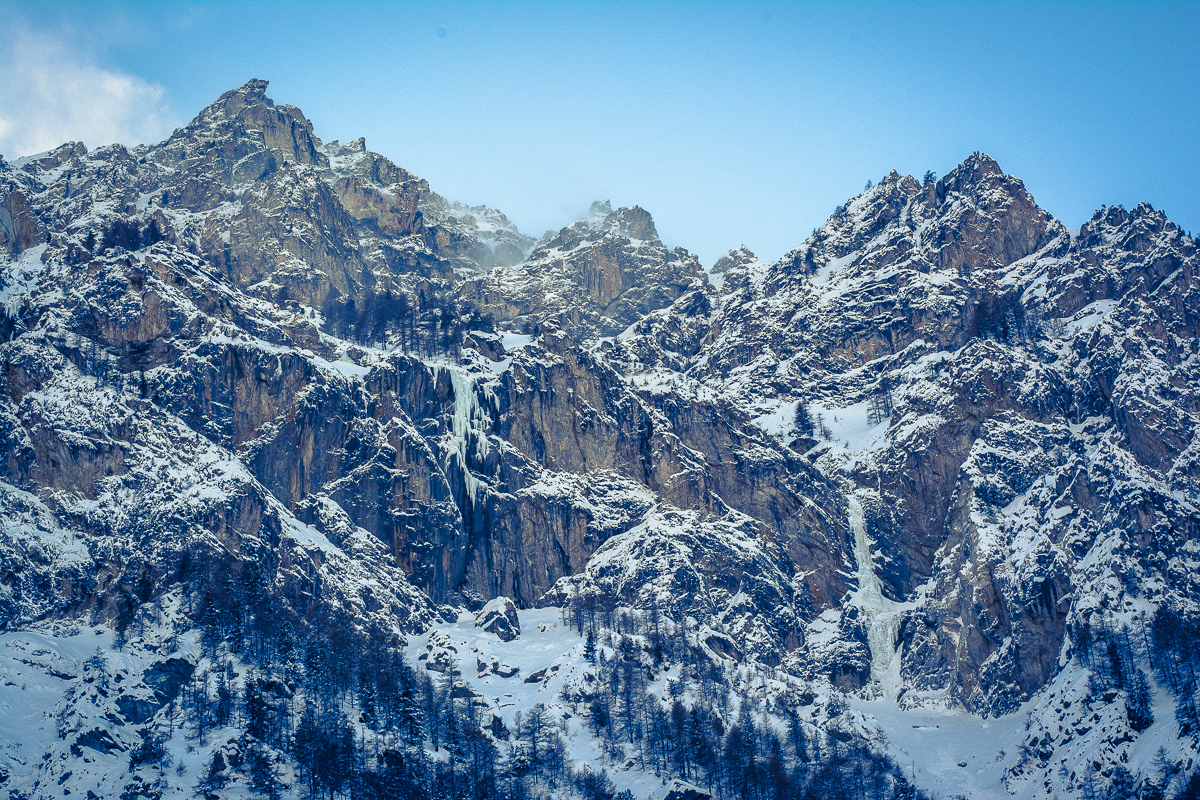
La parete nord-est della montagna vista da sopra il Rifugio Troncea.

È possibile salire sulla vetta partendo dal colle del Sestriere. La via normale parte dall'abitato di Sestriere, in corrispondenza della stazione di partenza degli impianti di risalita del monte Sises e presenta un dislivello di circa 1300 m, per un tempo di percorrenza medio di circa 4 h. 
Si raggiunge dapprima la modesta diga di sbarramento del torrente Chisonetto (affluente del Chisone che nasce più a valle in val Troncea), si costeggia il lago (2.167 m) sulla destra seguendo le indicazioni per il passo di san Giacomo (2.638 m) e le Rocce di San Giacomo. 
Dopodiché, una volta giunti sulle Rocce di san Giacomo, ci si tiene sempre sulla stretta linea di cresta (numerosi ometti) e si oltrepassa il monte sotto Rognosa (3.009 m) arrivando immediatamente dopo al colle della Rognosa (3.000 m). Di qui si risale un facile pendio detritico che porta in cima alla montagna, su cui è collocata una croce di ferro e una statua bianca della Madonna risalente al 1967.
Trattandosi di una montagna abbastanza isolata, dalla vetta si gode un panorama vastissimo, dalle Alpi francesi del Delfinato alla città di Torino.